# Матриця густини
Матриця густини — математичний об'єкт, який використовується у квантовій механіці для опису  ймовірності реалізації змішаних станів.
Формулювання основних законів квантової механіки за допомогою матриці густини має загальніший характер, ніж формулювання через вектор стану, і може застосовуватися у статистичній квантовій фізиці.

## Фізична суть
Стан квантової системи здебільшого зручно описувати хвильовою функцією. Хвильова функція задовольняє рівняння Шредінгера й знаходиться з нього. Для повного опису еволюції системи в часі потрібно знати хвильову функцію в початковий момент часу й, розв'язуючи рівняння Шредінгера, визначити її в будь-який інший момент часу. Проблема полягає в тому, як довідатися хвильову функцію в початковий момент? Для фізичного експерименту потрібно приготувати систему таким чином, щоб початкову хвильову функцію можна було б із задовільною точністю вважати відомою. Це не завжди можливо.
Часто можна говорити лише про ймовірність того, що квантовомеханічна система перебуває в тому чи іншому стані, часто відома лише амплітуда такої ймовірності. В таких випадках використовується математичний апарат матриці густини.
Стани квантовомеханічної системи, яка описується добре визначеною хвильовою функцією, називаються чистими станами. Відповідно, стани, опис яких на рівні хвильових функцій неможливий, називаються змішаними станами.

## Математичне формулювання
Виберемо для квантовомеханічної системи певний ортонормований базис хвильових функцій {\displaystyle \psi _{n}}. Ці функції не обов'язково повинні бути розв'язками рівняння Шредінгера. Середнє значення будь-якого оператора {\displaystyle {\hat {A}}} може бути виражене через матричні елементи цього оператора {\displaystyle A_{n,n^{\prime }}}:
{\displaystyle \langle A\rangle =\sum _{n}\sum _{n^{\prime }}\rho _{n,n^{\prime }}A_{n,n^{\prime }}}.
Матриця {\displaystyle \rho _{n,n^{\prime }}} називається матрицею густини.
Матриця густини не залежить від оператора {\displaystyle A_{n,n^{\prime }}} і повністю описує власне стан самої системи. Для визначення еволюції квантовомеханічної системи необхідно знати рівняння, якому задовольняє матриця густини та її початкове значення.
Матриця густини задовольняє рівнянню
{\displaystyle {\frac {\partial {\hat {\rho }}}{\partial t}}={\frac {i}{\hbar }}({\hat {\rho }}{\hat {H}}-{\hat {H}}{\hat {\rho }})},
де {\displaystyle {\hat {H}}} — гамільтоніан системи, i — уявна одиниця, {\displaystyle \hbar } — приведена стала Планка. Це рівняння — квантовий аналог рівняння Ліувілля.
Щодо початкових умов, то для них можна робити розумні припущення, виходячи зі статистичних уявлень. Наприклад, коли базис — це власні функції гамільтоніана, для яких визначені значення енергії, при розгляді стаціонарних станів матриця густини має діагональний вигляд.
{\displaystyle \rho _{nn^{\prime }}=w_{n}\delta _{nn^{\prime }}},
де {\displaystyle \delta _{nn^{\prime }}} — символ Кронекера.
Діагональні елементи матриці густини визначають ймовірність реалізації станів із певною енергією. Згідно з основними положеннями статистичної фізики при термодинамічній рівновазі ймовірність реалізації певного мікроскопічного стану залежить лише від його енергії:
{\displaystyle w_{n}=e^{(F-E_{n})/k_{B}T}},
де F — вільна енергія, En — енергія конкретного стану, Т — температура, kB — стала Больцмана.
Таким чином, матриця густини термодинамічно рівноважного стану визначена. Цю матрицю можна вважати початковою. Тепер, якщо вивести систему зі стану термодинамічної рівноваги, подіявши на неї якимось збуренням, наприклад освітити, або помістити в електричне поле, її матриця густини починає еволюціонувати саме від цього відомого значення.
При еволюції системи під дією збурення матриця густини втрачає свій діагональний вид, визначаючи тим самим ймовірність квантовомеханічних переходів.

## Рівняння для матриці густини в статистичній фізиці
В статистичній фізиці більший інтерес ніж дослідження еволюції матриці густини з часом, викликає її температурна залежність. Матриця густини задовольняє рівнянню
{\displaystyle -{\frac {\partial {\hat {\rho }}}{\partial \beta }}={\hat {H}}{\hat {\rho }}},
де {\displaystyle \beta =1/k_{B}T\,}.
Це рівняння розв'язується з початковою умовою
{\displaystyle \rho (0)=1\,},
що фізично відповідає однаковій імовірності знайти систему у всіх станах при нескінченній температурі.